# Катерина Дафовська
Катерина Дафовська (болг. Екатерина Дафовска, 28 листопада 1975) — колишня болгарська біатлоністка, олімпійська чемпіонка. Почесна громадянка Софії.
Дафовська брала участь в чотирьох зимових Олімпіадах. Вона виборола золоту олімпійську медаль і звання олімпійської чемпіонки  в Нагано в індивідуальній гонці на 15 км. Це єдина олімпійська чемпіонка зимових Олімпійських ігор від Болгарії. 
На рахунку Дафовської також дві бронзові медалі чемпіонатів світу, обидві здобуті в індивідуальній гонці в 1995 та 1997 роках. Найкращий виступ біатлоністки в Кубку світу — чертверте місце в сезоні 2003/2004. Вона завершила спортивну кар'єру після сезону 2005/2006.